# Red Ball Express
Red Ball Express war der Codename für eine der größten logistischen Operationen des Zweiten Weltkriegs. Er bestand aus einer Flotte von 5.958 Lastkraftwagen und Anhängern, die über 412.000 Tonnen Munition, Nahrung und Kraftstoff zwischen dem 25. August und 16. November 1944 zu den alliierten Armeen an der westeuropäischen Front lieferten.

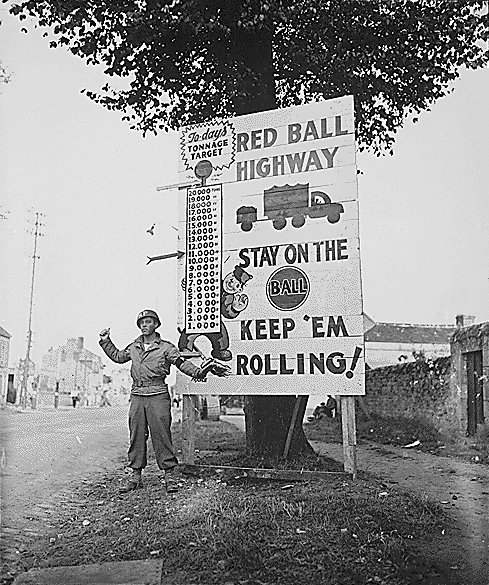
Einweiser an einem der vielen Hinweisschilder auf den Red Ball Express bei Alençon, Nordfrankreich am 5. September 1944

Die eingesetzten Fahrer, die Red Ball Trucker, luden in den Red Ball Depots Versorgungsgüter, speziell Benzin und Munition, auf und fuhren damit zu Depots hinter der Front.
Etwa 75 Prozent aller Fahrer waren Afroamerikaner. Dies resultierte aus der damaligen Einstellung der kommandierenden Offiziere, dass Schwarze keine Einstellung zum Kämpfen hätten. Daher dienten sie fast ausschließlich in Nachschub- und Serviceeinheiten.
Die Bezeichnung Red Ball geht auf die Kennzeichnung von Expressgut im Bahntransport in den USA zurück.

## Hintergrund
Der Zweite Weltkrieg war der erste wirklich motorisierte Krieg. Quartiermeister sahen sich auf allen Kriegsschauplätzen weltweit einer Nachfrage nach Kraftstoff, Öl und Schmiermittel (engl.: Petroleum, Oils and Lubricants (POL)) in nicht gekanntem Ausmaß ausgesetzt. So erforderte die relativ kleine Operation Torch in Nordafrika nicht weniger als 10 Millionen Gallonen Benzin (ca. 38 Mio. Liter). Die alliierten Logistiker beförderten den „roten Stoff“ von den Stränden über die Wüste in „Jerrycans“, Kopien der Wehrmacht-Einheitskanister mit fünf Gallonen bzw. 19 Litern, in Tankwagen oder neu entworfenen mobilen Rohrleitungen. Die hier sowie aus den Operationen auf Sizilien und Italien gewonnenen Erkenntnisse kamen der ungleich umfangreicheren Invasion in der Normandie im Juni 1944 zugute.
Der als Operation Overlord bekannten Invasion über den Ärmelkanal gingen Monate intensiver Vorbereitung voraus. Alliierte Logistiker erarbeiteten in dieser Zeit einen ausführlichen Plan zur Versorgung der eigenen Truppen mit POL auf dem europäischen Kontinent. Alle an der Invasion teilnehmenden Fahrzeuge sollten die Strände mit vollen Tanks und zusätzlichen Behältern mit je fünf Gallonen Benzin erreichen. Eine weitere intensive Versorgung war für die Anfangsphase bis zum 41. Tag vorgesehen. Da die Planer ab dieser Zeit von einem langsamen, aber stetigen Vordringen der alliierten Einheiten nach Osten ausgingen, sah deren Planung einen ebenso ruhigen, aber intensiven Aufbau einer grundlegenden Versorgungsplattform mit frontnahen Depots vor. Nach der Einnahme von Cherbourg, geplant für den 15. Invasionstag, war die Verlegung von drei 6-Zoll-Rohrleitungen (15,24 cm) vorgesehen, die anschließend bis nach Paris verlaufen sollten.

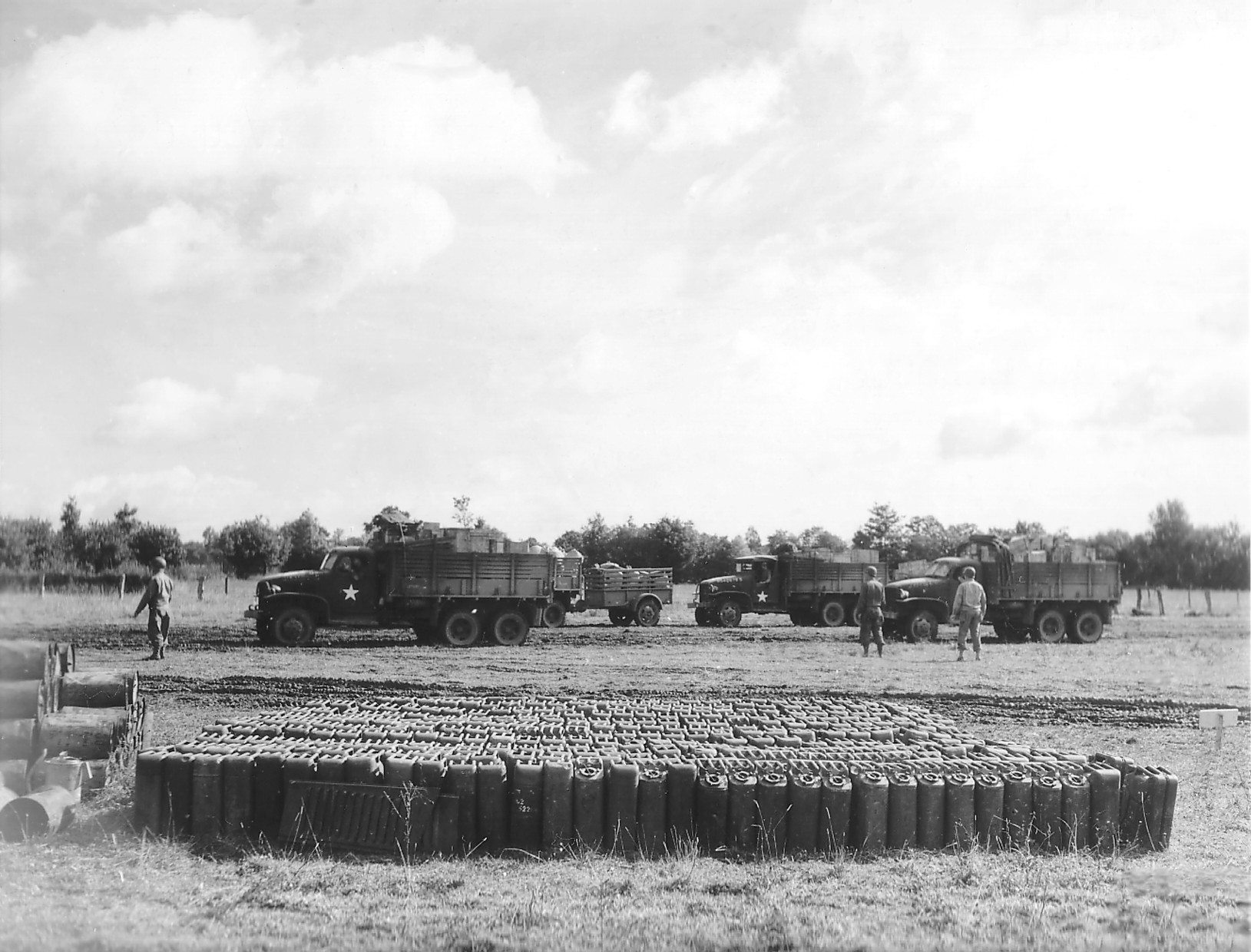
Depot in Nordfrankreich, größtenteils „Jerrycans“, Kopien der Wehrmacht-Einheitskanister

Vom Erfolg dieser Operation hing viel ab. Die Pipelines sollten möglichst nahe an die vorrückenden Einheiten gelegt werden, damit etwa 90 Prozent des benötigten Treibstoffs durch sie geliefert werden konnten. Der Overlord-Vorstoß sollte nach 90 Tagen mit dem Erreichen der Seine offiziell beendet sein. In der Nachfolgeperiode bis zu einem Jahr nach der Landung war ein Vorrücken bis an den Rhein geplant, wo auch die Endphase des Kriegs erwartet wurde. Dazu waren strategisch gut gelegene Orte zur Platzierung von großen Servicepunkten ausgesucht worden.
Aus der Sicht der Logistiker verlief ab dem D-Day alles nach Plan. Die ersten Fahrzeuge rollten an Land und die Besatzungen begannen umgehend mit der Anlage der Benzinkanisterdepots an den dafür vorgesehenen Plätzen. Diese Methode der offenen Lager machte die unter die Klasse III fallenden Nachschubmittel für die Kampfgruppen leicht zugänglich. Ab dem sechsten Invasionstag wurde dann damit begonnen, diese Lagerstätten weiter ins Landesinnere zu verschieben.
Obwohl die Deutschen mit aller Anstrengung versuchten, die Alliierten zu bekämpfen, gelang es ihnen nicht, den Brückenkopf zurückzudrängen. Ende Juni war er schon beträchtlich angewachsen. Die alliierten Kampfgruppen stießen rund 40 Kilometer durch das schwer zugängliche Gelände des Bocage ins Landesinnere vor. Ein schneller Ausbruch aus dem Brückenkopf gelang aber zunächst nicht. Dies hatte auch direkte positive und negative Auswirkung auf die Versorgungssituation. Bis zum 21. Tag nach dem Beginn der Invasion waren bereits 177.000 Fahrzeuge und eine halbe Million Tonnen Material an Land gebracht worden, wo sie sich in riesigen Lagern ansammelten. Die POL-Reserven überstiegen 28 Millionen Liter. Da aber Cherbourg nicht wie geplant eingenommen werden konnte, musste der Plan zum Bau der Pipelines fallen gelassen werden und die Versorgung mit POL über Wochen aus den Lagern erfolgen.
In der letzten Juliwoche gelang schließlich der Ausbruch (Operation Cobra). Nach massivem Bombardement der deutschen Stellungen am 25. Juli gelang es der 1. US-Armee unter General Omar Bradley, die deutschen Linien bei Saint-Lô zu durchbrechen. Am Folgetag drangen drei Panzerdivisionen schnell mehr als 40 Kilometer nach Süden zur Basis der Cotentin-Halbinsel vor. Damit ergab sich die einmalige Chance, mit einer schnellen Verfolgung der sich absetzenden deutschen Einheiten diese zu stellen und zu vernichten. In Anbetracht dieser Möglichkeit verwarfen die Alliierten viele der vorher ausgearbeiteten Pläne. Die 1. und 3. US-Armee wurden am 1. August zur 12. US-Armeegruppe vereinigt, die umgehend mit dem Bewegungskrieg begann.

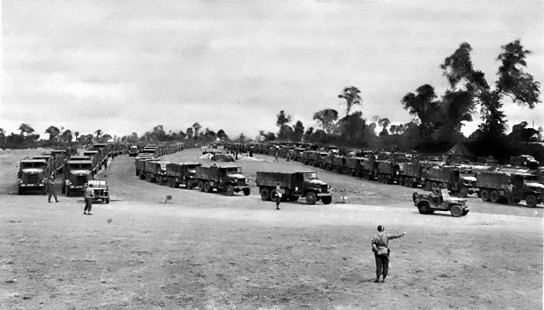
Red-Ball-Einweisungspunkt

Durch den nur geringen Widerstand der deutschen Verteidiger gelang es den Alliierten, quer durch Nordfrankreich Erfolg um Erfolg für sich zu verbuchen. Während George S. Pattons 3. Armee nach Westen in die Bretagne und nach Süden auf Le Mans zujagte, verbrauchten sie am Tag durchschnittlich mehr als 1,4 Millionen Liter Benzin. Eine Woche nach der Aktivierung der Armee waren deren Reserven am 7. August praktisch vollständig erschöpft. Patton war auf den Nachschub von Benzinkanistern mittels LKW aus dem Rückraum angewiesen. Damit gelang es ihm, die Mobilität seiner Einheiten für weitere drei Wochen aufrechtzuerhalten, bis sie durch die kritische Versorgungslage mit Benzin aufgehalten wurden.
Der Wendepunkt kam in der Woche vom 20. bis zum 26. August 1944. In diesem Zeitraum waren die 1. und 3. US-Armee in eine rasante Verfolgungsjagd auf die Deutschen verwickelt, bei der sie einen unersättlichen Durst nach Treibstoff entwickelten. In dieser einen Woche lag der Treibstoffverbrauch so hoch wie nie zuvor. Im Durchschnitt wurden weit mehr als 3 Millionen Liter Benzin pro Tag verbraucht. Allein die 3. US-Armee verbrauchte am 24. August 2,95 Millionen Liter. Am nächsten Tag erreichten die alliierten Truppen die Seine und französische und amerikanische Einheiten rückten kampflos in Paris ein.
Die Entscheidung, die Seine zu überschreiten und umgehend in Richtung Osten weiter vorzurücken, ohne auf den kompletten Aufbau der Versorgungslinien zu warten, bedeutete eine erhebliche Abwendung vom eigentlichen Overlord-Plan. Bradley sagte dazu am 27. August: „Die Armeen werden so weit, wie es praktikabel erscheint, weiterfahren und dann so lange warten, bis das Versorgungssystem in ihrem Rückraum wieder einen weiteren Vormarsch erlaubt.“ Nach der Seine-Überquerung dehnten die Armeen nicht nur ihre Versorgungslinien weiter aus, auch die Länge der zu versorgenden Frontlinie verdoppelte sich. Der Versorgungsmangel machte sich schnell bemerkbar, als die Nachschublieferungen auf einen Bruchteil zusammenschrumpften. Etliche Tage mussten die Divisionen praktisch von der Hand in den Mund leben und improvisieren. 90 bis 95 Prozent aller Nachschubgüter lagen noch in den Depots in der Normandie. Nach dem Ausbruch waren die alliierten Truppen in einem Monat mehr als 480 Kilometer von den Landungsstränden ins Landesinnere vorgerückt. Es war dringend notwendig, ein effizient arbeitendes Nachschubsystem aufzubauen.

## Der Red Ball Express

### Die Geburtsstunde des Red Ball Express
Um die Lücke zwischen den Truppen und den Lagerstätten in der Normandie zu schließen, wurde in einer verzweifelten Aktion eine sich über eine Distanz von etwa 250 Kilometern erstreckende Einbahnstraßenschleife aufgebaut, der Red Ball Express. Er startete am 25. August mit 67 LKW-Kompanien über eine festgelegte, abgesperrte Route zwischen Saint-Lô und Chartres, südwestlich von Paris. Nur vier Tage später erreichte er einen Höchststand von 132 LKW-Kompanien mit 5.958 Fahrzeugen.

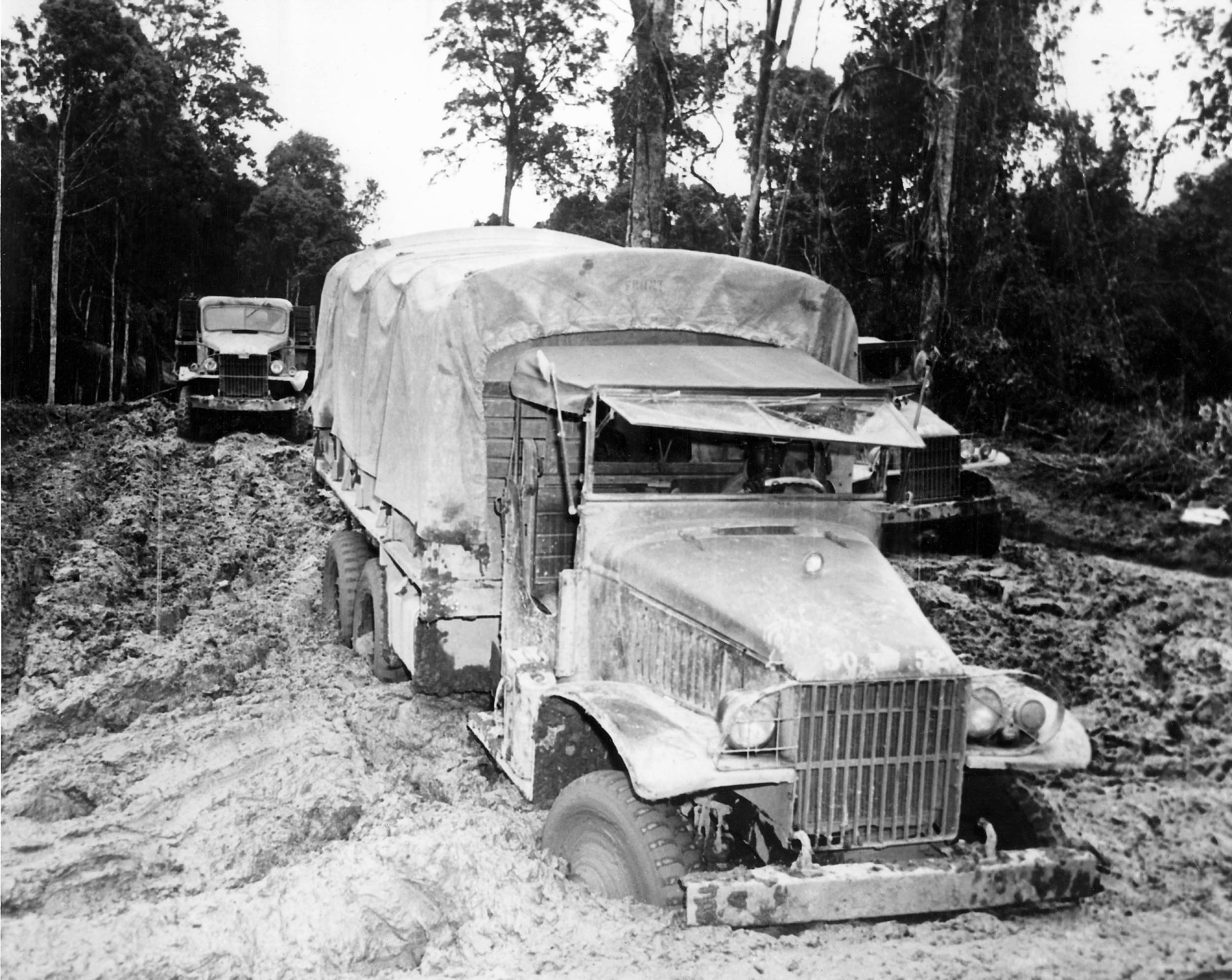
Ein Red-Ball-Lastkraftwagen steckt im Schlamm fest

Die Fahrer kamen aus allen Einheiten, die für den direkten Fronteinsatz nicht vorgesehen waren. Jeder, der einen LKW-Führerschein besaß, wurde eingeteilt und Männer, die noch nie einen LKW gefahren hatten, bekamen eine etwa einstündige Einweisung.
Zum reibungslosen Ablauf waren Pioniere abgestellt worden, welche die Straßen und Brücken kontrollierten. Militärpolizei war an den Kreuzungspunkten stationiert, um die Fahrzeuge in die korrekte Richtung einzuweisen und Verlaufsdaten aufzunehmen. Entlang der Straßen waren grellfarbige Hinweisschilder angebracht, welche die Fahrer auf dem richtigen Weg hielten und gleichzeitig über die zu erreichenden Leistungen unterrichteten. Über die ganze Strecke waren Reparaturposten und Fachleute für den Umgang mit Treibstoff verteilt. Verunglückte Fahrzeuge wurden von der Fahrbahn gezogen und meist an Ort und Stelle instand gesetzt oder zum nächsten Stützpunkt geschleppt.
Da der Verkehr rund um die Uhr aufrechterhalten wurde, mussten die Fahrer sich streng an ein Regelwerk halten. So mussten beispielsweise die Fahrzeuge in Konvois fahren, vor und hinter denen zur Begleitung ein Jeep fuhr, und jeweils einen Abstand von 55 Metern einhalten. Die vorgegebene Geschwindigkeit von 40 km/h durfte nicht überschritten und kein anderes Fahrzeug überholt werden, da alle LKW durchnummeriert waren. Nach dem Einbruch der Dunkelheit war den Fahrern zur Sicherheit die Benutzung von normalem Fahrlicht im Gegensatz zu den sonst benutzten Reflektoren genehmigt worden. Jeder LKW war mit einem runden roten Schild mit einem Durchmesser von 6 Zoll (15 cm) gekennzeichnet.
Etwa auf halbem Weg der Einzelstrecken waren Biwaks aufgestellt, damit sich die Fahrer erholen konnten. Es gab Feldbetten und Küchen, in denen warme Mahlzeiten zubereitet wurden.
Die Fahrzeuge wurden auf dem Rückweg von den Frontlinien auch zum Transport von Gefangenen, Verwundeten und Toten benutzt. Da die LKW aber schnell wieder einsatzbereit sein mussten, reinigten die Serviceleute die Ladepritschen meist nur oberflächlich, so dass sie oft noch vom Blut rot gefärbt waren.
Obwohl die Konvois nur selten von deutschen Kampfflugzeugen angegriffen wurden, die Möglichkeit aber bestand, hatten einige Fahrer auf der Fahrerkabine ein Maschinengewehr installiert. Viele Wagen waren mit langen Stahlbügeln vorne ausgerüstet, um frühzeitig Detonationsdrähte von Minen auszulösen. Zusätzlich hatten die Fahrer den Boden der Fahrerkabine mit Sandsäcken ausgelegt, damit Minensplitter nicht eindringen konnten. Damit der Druck einer Granatenexplosion bei deutschem Artilleriebeschuss nicht zu Verletzungen führte, hatten fast alle LKW keine Windschutzscheibe.

### Treibstoff für die Front
Ende August entschied Dwight D. Eisenhower, den Großteil der Benzinlieferungen an die 1. US-Armee und die 21. Britische Armeegruppe gehen zu lassen. Dies erfolgte auf Kosten der 3. US-Armee von Patton. Am 31. August sank seine Zuteilung von vorher 400.000 Gallonen (ca. 1,5 Mio. Liter) auf nur noch 31.000 (ca. 115.000 Liter). Damit war seine Armee zum Halten gezwungen und Patton beschwerte sich am 2. September bei einem Treffen aufs Schärfste bei Eisenhower über dessen Entscheidung.

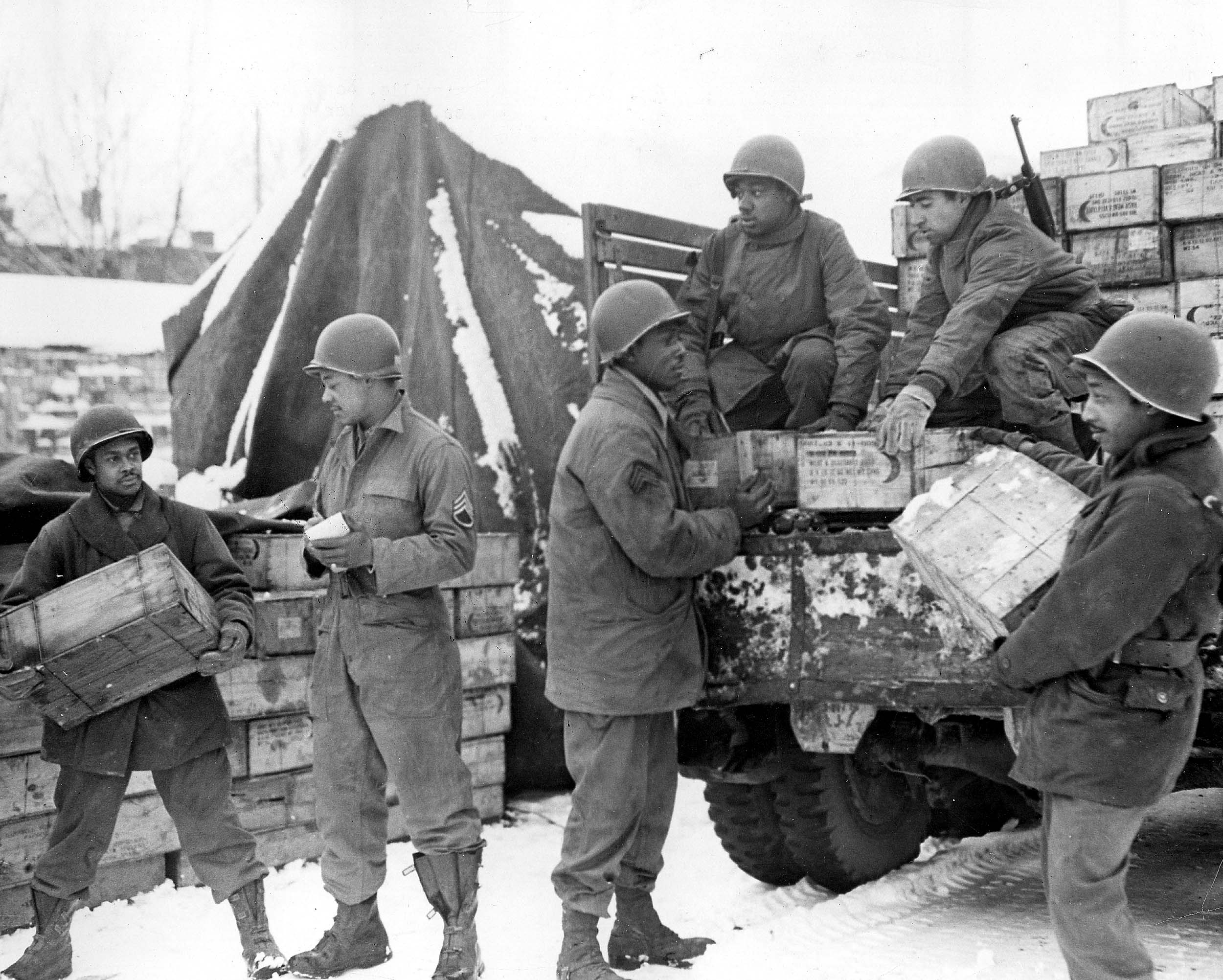
Ein LKW wird beladen

Die Krise dauerte aber nur kurz. Den eilig zusammengestellten Red-Ball-Konvois gelang es schnell, den benötigten Treibstoff an die Front zu bringen. Am Ende der ersten Septemberwoche luden die LKW die Nachschublieferungen unmittelbar nach deren Eintreffen aus und beförderten sie zu den vorderen Linien, so dass die Verbrauchsraten wieder schnell auf 3 Millionen Liter pro Tag stiegen. Der Treibstoffengpass der 3. US-Armee endete so schnell, wie er gekommen war. Mitte September wurden sogar Lieferraten von etwa 3,7 Millionen Liter täglich erreicht, so dass vor Ort mit der Anlage von Reservedepots begonnen werden konnte.
Der Red Ball Express war ursprünglich nur bis zum 5. September vorgesehen, wurde aber bis Mitte November fortgesetzt. Insgesamt beförderte er mehr als 500.000 t Nachschubgüter. Das System brachte den Treibstoff – nicht immer effizient, aber schnell – zu den Fronteinheiten, um deren Vorankommen zu gewährleisten. Sehr wichtig war die zeitliche Entlastung der Mannschaften, welche die Eisenbahnlinien in Nordfrankreich wieder instand setzten und die Pipelines für den abschließenden Vorstoß nach Deutschland errichteten.

### Das Ende des Red Ball Express

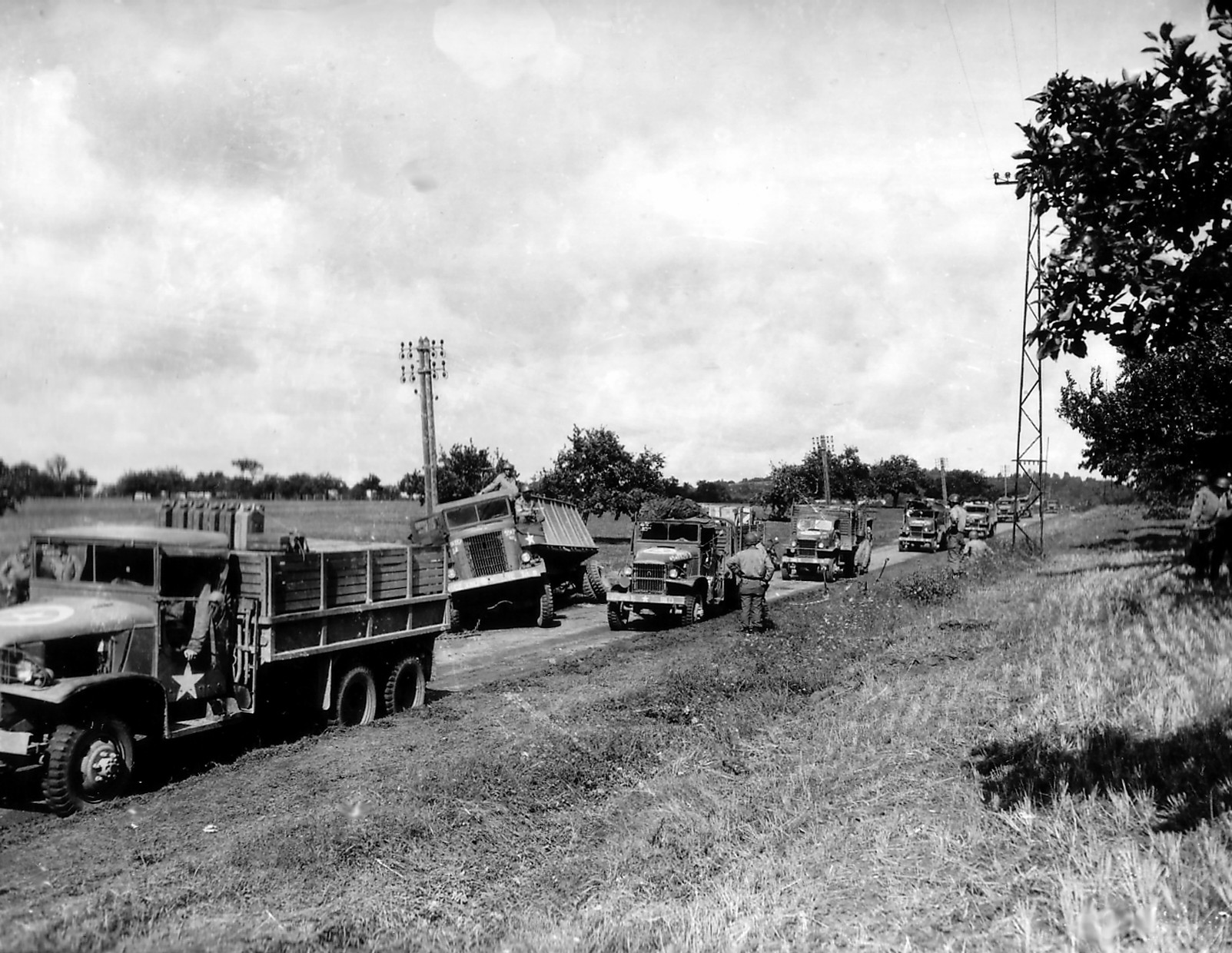
Ein Red-Ball-Konvoi mit einem verunglückten LKW

Obwohl die Nachschubtransporte über eine Distanz von mehr als 650 Kilometer relativ problemlos abliefen und die Quartiermeister ihren Teil dazu beitrugen, kam das Ende durch den zu hohen Preis, der dafür bezahlt werden musste. Der stetige Tag-und-Nacht-Betrieb belastete die Fahrer und auch deren Fahrzeuge. Da immer wieder dieselben LKW eingesetzt wurden, ohne dass eine ausreichende Wartung durchgeführt werden konnte, kam es bald zu einem Mangel an Ersatzteilen und auch die Fahrerausfälle stiegen an. Der Bedarf an Austausch-Reifen erhöhte sich von etwa 30.000 vor dem Start des Red Ball Express bis auf 55.000 im September. Die Situation verschärfte sich noch dadurch, dass die Fahrer immer öfter die geforderte Höchstgeschwindigkeit überschritten und die LKW sehr oft überladen wurden, obwohl man sie schon für die doppelte Last freigegeben hatte. Hinzu kam das häufige Fahren bei Übermüdung und es kam sogar zu Fällen der Selbstsabotage, bei denen Fahrer ihre Fahrzeuge fahruntüchtig machten, nur um eine Schlafpause zu bekommen.
Ein weiterer Mangel tat sich mit der Zeit auf: die Kleinkanister zum Transport des Treibstoffs gingen aus. Die Kanister wurden in ihren Depots an den Stränden aufgefüllt, verladen und nach ihrer Auslieferung und ihrem Gebrauch achtlos in die Straßengräben geworfen. Um einen Rücklauf zu gewährleisten, riefen viele Quartiermeister die lokale Bevölkerung mittels Flugblättern zur Hilfe auf. Der Engpass konnte aber nur durch die erhöhten Fertigungszahlen der Kleinkanister in den USA beseitigt werden.
Schlussendlich wurde das größte Problem die sich immer weiter entfernenden Frontlinien, die den Fahrzeugen einen wirtschaftlichen Transport kaum mehr ermöglichten. Am Ende benötigte der Red Ball Express allein etwa 1 Million Liter Treibstoff pro Tag, nur um die eigenen Fahrzeuge in Bewegung zu halten. 
Anfang September 1944 eroberten die Alliierten den Hafen von Antwerpen, den größten Hafen Belgiens und einen der größten Nordseehäfen. Diesen konnten sie benutzen, nachdem kanadische Streitkräfte in der Schlacht an der Scheldemündung (2. Oktober bis 8. November 1944) die Halbinsel Walcheren freigekämpft hatten, die nördlich des Hafens auf der anderen Seite der Scheldemündung liegt. Am 28. November fuhr der erste Konvoi in den Hafen ein. Ab dann änderten sich die Nachschubströme bzw. -routen erheblich.

## Koreakrieg
Auch während des Koreakriegs benannten die Amerikaner die Nachschubkonvois auf der Straße von Seoul nach Pjöngjang mit dem Namen Red Ball Express. Hier waren mehr als 300 LKW beteiligt.

## Rezeption
1952 entstand der Film Unternehmen Rote Teufel mit Darstellern wie Jeff Chandler und Sidney Poitier (Regie: Budd Boetticher).
Im Computerspiel Company of Heroes gibt es eine Mission, in welcher der Spieler eine Route für den Red Ball Express eröffnen und diese dann beschützen muss.